# Interkontinentální pohár 1993
Třicátý druhý ročník Interkontinentálního poháru byl odehrán 12. prosince 1993 na Národním stadionu v Tokiu, kde se hrál pravidelně již od roku 1980. Ve vzájemném zápase se střetli vítěz Poháru osvoboditelů v ročníku 1993 – São Paulo FC a finalista Ligy mistrů v ročníku 1992/93 – AC Milán, který kvůli úplatkářskému skandálu nahradil francouzského vítěze této soutěže Olympique de Marseille.

## Zápas
| 12. prosince 1993 12.00 JST (UTC +9) (4.00 SEČ) |        |                                    |                                                              |
| AC Milán                                        | 2 : 3  | São Paulo FC                       | Národní stadion, Tokio diváci: 52.275 rozhodčí: Joël Quiniou |
| Massaro 48' Papin 81'                           | Report | 19' Palhinha 59' Cerezo 88' Müller | Národní stadion, Tokio diváci: 52.275 rozhodčí: Joël Quiniou |

| AC Milan | São Paulo FC |

|               |    |                       |     |
|               |    |                       |     |
| B             | 1  | Sebastiano Rossi      |     |
| O             | 2  | Christian Panucci     |     |
| O             | 6  | Franco Baresi         |     |
| O             | 5  | Alessandro Costacurta |     |
| O             | 3  | Paolo Maldini         |     |
| Z             | 4  | Demetrio Albertini    | 79' |
| Z             | 8  | Marcel Desailly       |     |
| Z             | 7  | Roberto Donadoni      |     |
| Z             | 10 | Daniele Massaro       |     |
| Ú             | 9  | Jean-Pierre Papin     |     |
| Ú             | 11 | Florin Răducioiu      | 79' |
| Střídání:     |    |                       |     |
| Z             | 16 | Alessandro Orlando    | 79' |
| O             | 13 | Mauro Tassotti        | 79' |
| Trenér:       |    |                       |     |
| Fabio Capello |    |                       |     |

|              |    |                  |     |
|              |    |                  |     |
| B            | 1  | Zetti            |     |
| O            | 2  | Cafu             |     |
| O            | 3  | Válber           |     |
| O            | 4  | Ronaldão         |     |
| O            | 6  | André Luiz       |     |
| Z            | 5  | Doriva           |     |
| Z            | 8  | Dinho            |     |
| Z            | 11 | Toninho Cerezo   |     |
| Z            | 10 | Leonardo         |     |
| Ú            | 7  | Müller           |     |
| Ú            | 9  | Palhinha         | 64' |
| Střídání:    |    |                  |     |
| Z            | 15 | Juninho Paulista | 64' |
| Trenér:      |    |                  |     |
| Telê Santana |    |                  |     |

| Muž zápasu: Toninho Cerezo (São Paulo) |

## Vítěz
| Interkontinentální pohár 1993 São Paulo FC (2. vítězství) |